# Zennor Quoit

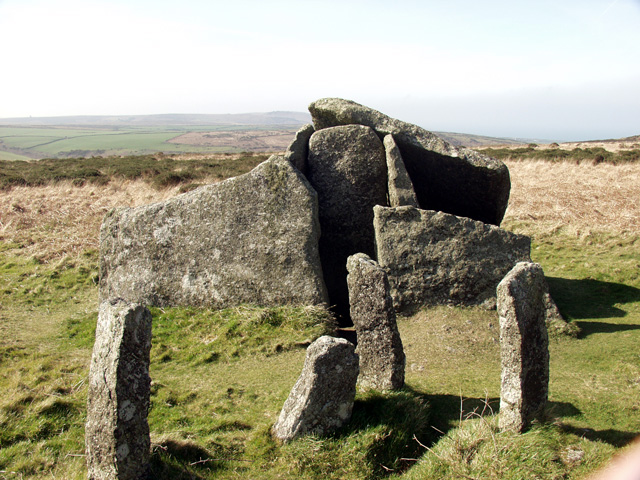
Zennor Quoit

Der Zennor Quoit ist ein etwa 5500 Jahre altes Portal Tomb aus der Jungsteinzeit und liegt in der Nähe des Orts Zennor im ehemaligen District Penwith der Grafschaft Cornwall in England.

## Lage
Der Quoit befindet sich 1,5 km östlich von Zennor. Man erreicht ihn auf einem Weg, der auf der Straße von St Ives kommend etwa 1 km vor der Ortschaft Zennor nach links abzweigt. 
Auf der Halbinsel Penwith befinden sich noch weitere Quoits:
- Bosporthennis Quoit
- Chûn Quoit
- Lanyon Quoit
- Mulfra Quoit

## Aufbau

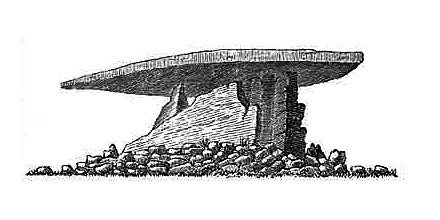
Der Zennor Quoit vor seinem Einsturz - Radierung von William Borlase 1769

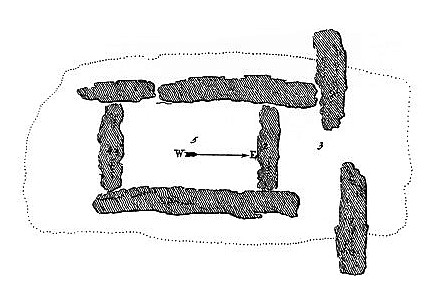
Grundriss des Zennor Quoits - Radierung von William Borlase 1769

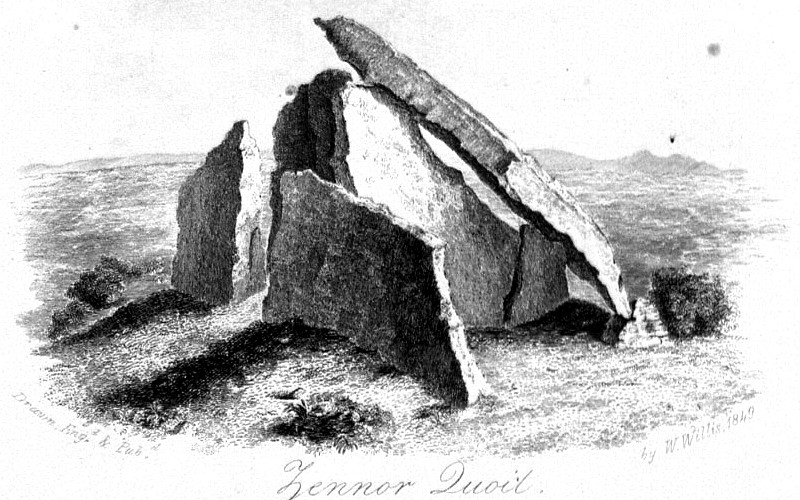
Der Zennor Quoit nach seinem Einsturz - Radierung von W. Willis 1849

Zwei große Portalplatten an der Frontseite der nach Osten orientierten Grabkammer bilden zugleich einen Eingang und einen Vorraum. Dahinter befindet sich eine von vier Steinen eingefasste Kammer. Der große Deckstein der Grabkammer wiegt über 10 Tonnen und ist nach hinten von der Kammer gerutscht. Vor der Grabstätte bilden fünf Menhire eine rechteckige Struktur mit 3,5 m und 1,5 m langen Seiten. Die moderne Forschung geht heute davon, dass die Struktur wie auch bei anderen Quoits nicht vollständig von einer Erdaufschüttung bedeckt wurde, sondern zu einem Eingangsbereich hin offen lag.

## Geschichte
Die Megalithanlage wurde erstmals 1769 von William Borlase als Senar Quoit erwähnt. Von ihm stammen auch die beiden nebenstehenden Radierungen. Es gibt aber zwei wesentliche Unterschiede zwischen der bildlichen Darstellung und den heute anzutreffenden Begebenheiten. Die dargestellte Steinanböschung um das Grabmal, für deren Durchmesser Borlase 13 m angab, ist nicht mehr vorhanden. Die Deckplatte liegt in der Zeichnung noch auf der Kammer auf, wobei die Raumhöhe in der Kammer laut Borlase erstaunliche 2,4 m betrug. 
Am 4. September 1861 berichtete der Cornish Telegraph, dass ein Bauer aus der Umgebung einen der Grundpfeiler entfernte, um die Kammer als Viehstall nutzen zu können. Dabei verrutschte nach herrschender Meinung die Deckplatte und geriet so in ihre heutige Position. Dagegen spricht, dass 1849 W. Willis eine Radierung anfertigte, auf der sich die Deckplatte bereits nicht mehr in ihrer ursprünglichen Position befand. Daher muss sich der Einsturz vor 1849 ereignet haben und wurde hervorgerufen durch ein Wegbrechen des hinteren westlichen Stützpfeilers, der auf der Zeichnung von Borlase noch vorhanden ist. Der Dorfpfarrer jedenfalls verhinderte weitere Abbrucharbeiten, indem er den Landwirt finanziell so versorgte, dass dieser die Steine nicht verwenden musste. Eine umfassende Beschreibung des Zennor Quoit lieferte 1872 William Copeland Borlase, ein Urenkel von William Borlase, der die Megalithanlage das „interessanteste und perfekte Exemplar eines prähistorischen Grabmals in West Cornwall“ nannte. Er reproduzierte die hier gezeigten Radierungen und fand sie besonders wertvoll, da das Denkmal seitdem erheblichen Veränderungen unterworfen war. Borlase war nämlich durch die Zeichnungen seines Großvaters auf die Zerstörung gestoßen. Von ihm stammt auch die obige Schilderung der näheren Umstände. Die neueren Darstellungen der Anlage von Hencken und Glyn Daniel sind kurz, Daniel nennt aber immerhin Einzelheiten von Ausgrabungsfunden vor Ort. Demnach befindet sich im Museum von Penzance ein hier gefundener prähistorischer Schleifstein. Ferner konnten angeblich Urnen und Keramiken geborgen werden.